# Lady Peak
Der Lady Peak ist ein Berg unmittelbar südöstlich des Cheam Peak in der Cheam Range nahe Chilliwack in der kanadischen Provinz British Columbia. Mit einer Höhe von 2.178 m und einer Schartenhöhe von 328 m liegt er westlich der vier Gipfel, die als The Lucky Four Group oder The Lucky Four bezeichnet wird und aus dem Knight Peak, dem Foley Peak, dem Stewart Peak und dem Welch Peak besteht, im östlichen Teil der Bergkette.

## Beschreibung
Nach der Beschreibung in der Canadian Mountain Encyclopedia und der Überlieferung der Sto:lo „sieht der Berg von Chilliwack aus gesehen wie der Kopf eines Hundes aus. Dieser Hund ist der Begleiter der Alten Frau, des Cheam Peak“.
Der Lady Peak kann über eine Route erstiegen werden, die vom Cheam Peak Trail abzweigt.
Der Gipfel wurde von Arthur S. Williamson benannt, Leiter der nahegelegenen Lucky Four Mine, um Phyllis Munday zu ehren, eine bekannte kanadische Bergsteigerin. Williamson benannte auch den nahegelegenen Baby Munday Peak zu Ehren ihrer Tochter Edith. Beide Toponyme wurden 1946 offiziell durch das Geographical Names Board of Canada bestätigt.

## Klima
In Bezug auf die Klimaklassifikation nach Köppen und Geiger herrscht am Gipfel des Lady Peak ein Westküstenklima Nordamerikas. Die meisten Wetterfronten stammen vom Pazifik und bewegen sich ostwärts auf die Kaskadenkette zu, wo sie durch die Berge zum Aufsteigen (Windstau) gezwungen werden, was wiederum dazu führt, dass die enthaltene Feuchtigkeit in Form von Regen oder Schnee abgegeben wird. Im Ergebnis führt das zu hohen Niederschlägen in den Cascade Mountains, insbesondere zu starken Schneefällen im Winter. Aufgrund des maritimen Einflusses neigt der Schnee dazu, feucht zu sein, was zu einer hohen Lawinen-Gefahr führt. Die Temperaturen können im Winter unter −20 °C fallen, unter Berücksichtigung von Windchill-Einfluss unter −30 °C. In den Wintermonaten ist es normalerweise wolkig, doch im Sommer zeigen sich – bedingt durch die Hochdrucksysteme über dem Ozean – nur wenige bis gar keine Wolken am Himmel. Die Monate Juli bis September bieten die besten Wetterbedingungen für einen Aufstieg oder die Sicht auf den Berg.

## Geologie
In den North Cascades gibt es die raueste Topografie der Kaskadenkette mit schroffen Gipfeln und Graten und tiefen Trogtälern. Geologische Ereignisse vor langer Zeit schufen die abwechslungsreichen Landschaften und drastische Höhenwechsel, aufgrund derer sich die unterschiedlichen Klimate in den Kaskaden herausbildeten.
Die Geschichte der Entstehung der Kaskadenkette reicht Millionen von Jahren zurück bis in das Eozän. Mit dem Überschieben der Nordamerikanischen Platte über die Pazifische Platte ging auch eine Periode der vulkanischen Aktivität einher, die noch anhält.  Zusammengenommen schufen kleine Fragmente der ozeanischen und der kontinentalen Erdkruste, sogenannte Terrane, vor etwa 50 Millionen Jahren die North Cascades.
Während des Pleistozän stießen beginnend vor über zwei Millionen Jahren wiederholt Gletscher vor und zogen sich wieder zurück; in dieser Zeit lagerten sie große Mengen von Geröll in der Landschaft ab. Der U-förmige Querschnitt der Flusstäler ist das Ergebnis dieser Vereisung. Die Hebungen und Verwerfungen bildeten im Zusammenspiel mit der Vereisung die dominanten Prozesse, welche im Gebiet der North Cascades zu den hohen Gipfeln und den tiefen Tälern führten.

## Galerie

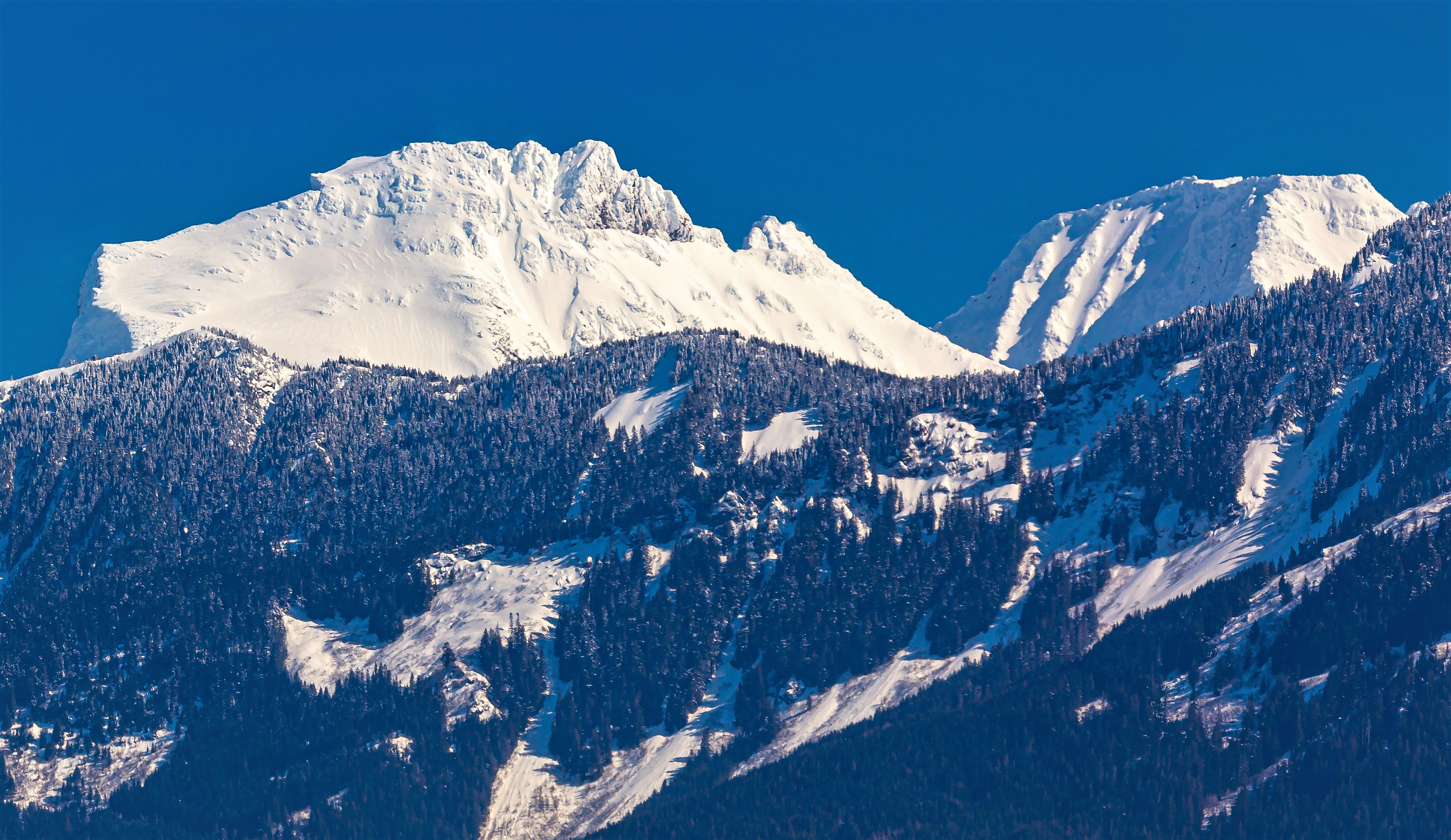
Lady Peak (links) und Knight Peak, Blick im Winter aus dem Osten von Chilliwack
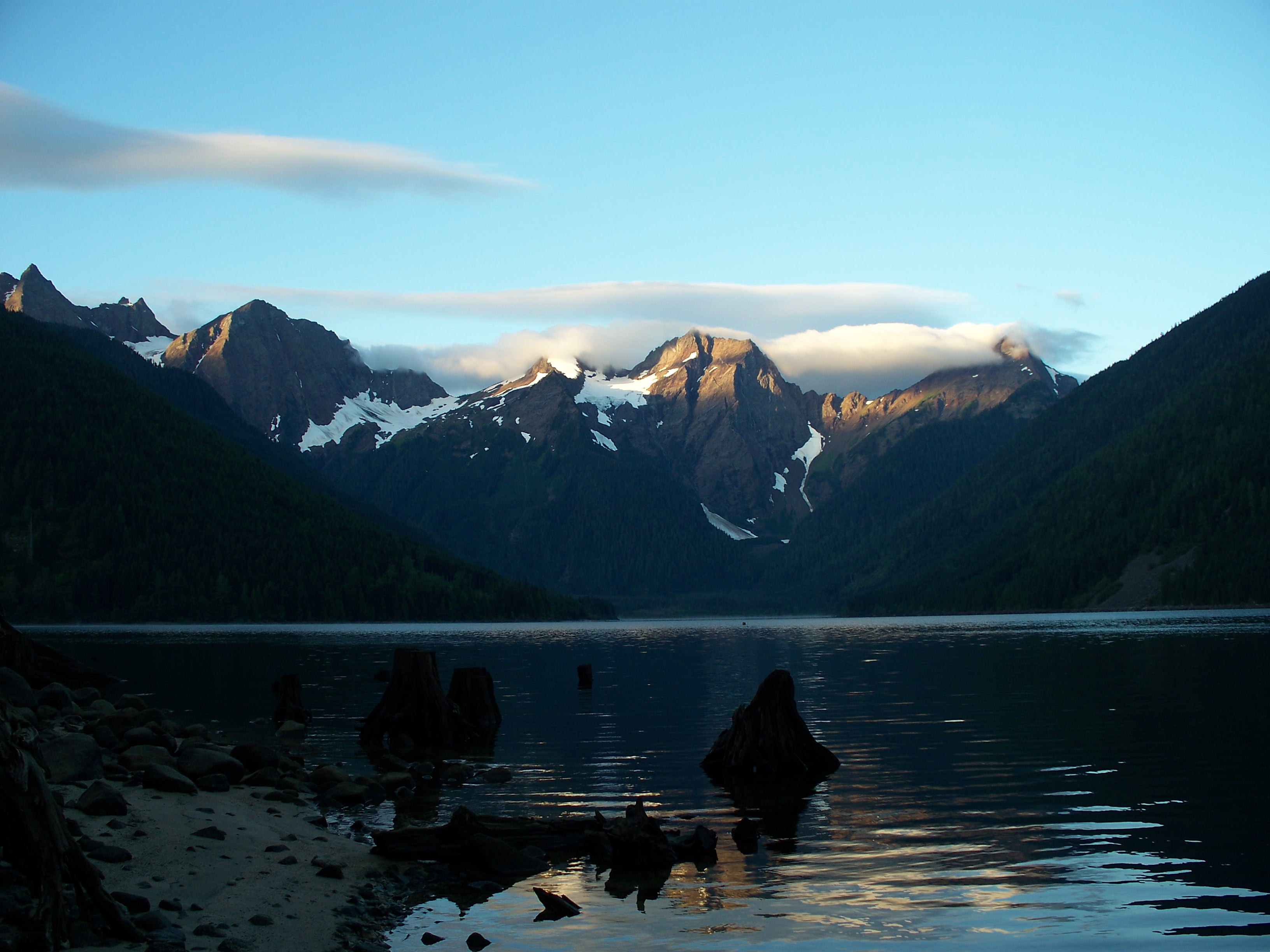
Nordansicht des Lady Peak (rechts der Mitte) vom Jones Lake aus